# Очур, Владимир Чолдак-оолович
Владимир Чолдак-оолович Очур (1928—1997) — кандидат исторических наук, доцент, заслуженный работник культуры Тувинской АССР.

## Биография
Очур Владимир Чолдак-оолович родился в м. Кара-Булун (Успенка) Тандинского района. В 1948 г., окончив среднюю школу № 2 г. Кызыла, поступил на восточный факультет Ленинградского государственного университета им. А. А. Жданова, получил специальность историко-востоковеда. В 1953 году был принят на работу в ТНИИЯЛИ в качестве младшего научного сотрудника. За это время он принимал участие в полевых исследованиях Тувинской комплексной археолого-этнографической экспедиции Института этнографии АН СССР. В 1960 г. защитил кандидатскую диссертацию на тему «Тувинская национально-освободительная революция». В 1968 по 1974 г. работал в республиканских органах власти. В советское время особое внимание уделяли вопросам агитационно-пропагандистской, политико-просветительной работы. Он был сначала лектором, а затем первым заместителем заведующего отделом пропаганды и агитации Тувинского обкома КПСС. После этого начал заниматься преподавательской работой. С 1974 по 1978 г. был доцентом, заведующим кафедрой Кызылского филиала Красноярского политехнического института. В 1978 г. он вернулся в ТНИИЯЛИ сначала старшим научным сотрудником, затем был назначен заведующим сектором социологии и рукописного фонда. В. Ч. Очур специализировался по новейшей истории Тувы, разрабатывал тему народно-освободительного и революционного движений в Туве. Он ввел в научный оборот большое количество архивных источников, провел значительную поисковую работу. Много времени уделял общественной работе: возглавлял правление Кызылского городского и Тувинского республиканского отделения Всесоюзного общества «Знание» РСФСР и СССР, состоял членом первичной первичной профсоюзной организации, партбюро Института.

## Труды
Он автор более 40 научных трудов, и 3-х монографий.
- Тувинская народно-освободительная революция (Кызыл, 1961)
- Великий Октябрь и Тува (Кызыл, 1967)
- Рабочий класс Тувы (Кызыл, 1971, написана в соавторстве с Л. В. Гребневым)
- Кызыл — столица Советской Тувы (1914—1964 гг.) (Кызыл, 1964)
- Очерки истории Тувинской организации КПСС (Кызыл, 1975)
- Он — соавтор и член редколлегии II тома 2-х томной истории Тувы[3] (1, 2 том. М., 1964). В последние годы жизни работал над монографией «История культурного строительства в Туве (1921—1980 гг.)»

## Награды и звания
- медаль «За доблестный труд. В ознаменование 100-летия со дня рождения В. И. Ленина»
- Почетная грамота Президиума Верховного Совета Тувинской АССР
- Заслуженный работник культуры Тувинской АССР (1967)